# Margareta Andersson (friidrottare)
Inger Margareta Andersson, gift Bertin, född 22 juni 1945 i Ängelholm, är en svensk före detta friidrottare (längd- och höjdhopp) som tävlade för IFK Halmstad.